# أكسيد الذهب الثلاثي
 أكسيد الذهب الثلاثي مركب كيميائي له الصيغة Au2O3، ويكون على شكل بلورات حمراء بنية. وهو أكثر أكاسيد الذهب ثباتية.

## الخواص
- لا ينحل أكسيد الذهب الثلاثي في الماء، لكنه بالمقابل ينحل في حمض هيدروكلوريك وحمض النتريك.
- مركب أكسيد الذهب الثلاثي مركب حساس للضوء وللحرارة، حيث يتفكك بالتسخين فوق 150°س إلى كل من فلز الذهب والأكسجين.[3]

## التحضير
يحضر أكسيد الذهب الثلاثي من اتحاد العناصر المكونة للمركب، ولكن بسبب الخواص النبيلة لفلز الذهب فإن هذا المركب لا ينتج إلا تحت ظروف قاسية وذلك بالتفاعل مع الأكسجين في حالة البلازما.
كما يمكن التحضير كيميائياً من تفاعل المحاليل المائية لمركب كلوريد الذهب الثلاثي المائي الثابت (AuCl3(H2O) (والذي يكون فعلياً على شكل كلوريد هيدروكسي الذهب الثلاثي [(H[AuCl3(OH) مع قلوي، حيث يترسب مركب هيدروكسيد الذهب الثلاثي من المحلول. بالتجفيف ينفصل جزيء ماء ونحصل على أكسيد الذهب الثلاثي.

## الاستخدامات
- يستخدم مركب أكسيد الذهب الثلاثي في تعشيق الزجاج تذهيب الزجاج.
- له تطبيقات أخرى في مجال الإلكترونيات البصرية Optoelectronics.